# 麥德林集團
麥德林集團（西班牙語：Cartel de Medellín）是1976-1993年哥伦比亚一个高度组织化的专业贩毒集团。由巴布羅·艾斯科巴创立，总部位于麥德林城，该组织建立了一个遍布智利、哥伦比亚、玻利维亚、巴拿马和整个中南美洲的制毒贩毒网络。主要销售品为可卡因。巅峰时期该集团每周走私数吨可卡因进入美国等国。每日通过走私可卡因赚取6000万美金。一度垄断了美国市场80%的可卡因供应。1980年代开始，哥伦比亚政府在美国缉毒局的支持和共同打击下，该集团走向没落，1993年12月巴勃罗·埃斯科瓦尔被哥伦比亚警方击毙标志着该组织的覆灭。